# Microiulus matulici
Microiulus matulici är en mångfotingart som först beskrevs av Karl Wilhelm Verhoeff 1901.  Microiulus matulici ingår i släktet Microiulus och familjen kejsardubbelfotingar.

## Underarter
Arten delas in i följande underarter:
- M. m. matulici
- M. m. pauperatus